# Дріс Мертенс
Дріс Мертенс (нід. Dries Mertens; нар. 6 травня 1987, Левен) — бельгійський футболіст, фланговий півзахисник турецького футбольного клубу «Галатасарай» і національної збірної Бельгії.

## Клубна кар'єра
Народився 6 травня 1987 року в місті Левен. Вихованець юнацьких команд футбольних клубів «Стад Левен», «Андерлехт» та «Гент».
2005 року уклав професійний контракт з «Гентом», тренери якого, утім, на молодого гравця не розраховували. Тож дорослу кар'єру розпочав того ж року в оренді у третьоліговому клубі «Ендрахт».
За рік, влітку 2006, був відданий в оренду клубу «Апелдорн» з другого дивізіону Нідерландів. У цій команді добре себе проявив і по завершенні річної оренди клуб викупив його контракт, скориставшись відповідною опцією орендної угоди.
Ще за два роки, у 2009, вже виступав у найвищому дивізіоні Нідерландів за «Утрехт», який придбав бельгійця за 600 тисяч євро. Відіграв за команду з Утрехта наступні два сезони своєї ігрової кар'єри. Більшість часу, проведеного у складі «Утрехта», був основним гравцем команди і привернув увагу лідерів місцевої футбольної першості.
2011 року разом з партнером по команді Кевіном Стротманом перейшов до ПСВ, який сплатив «Утрехту» з аобох гравців 13 мільйонів євро. Відіграв за команду з Ейндговена протягом двох сезонів 62 матчі в національному чемпіонаті, забивши 37 голів.
Влітку 2013 року став першим придбанням Рафаеля Бенітеса на посаді головного тренера італійського «Наполі». Його трансфер коштував клубу з Неаполя 9,5 мільйонів євро. В Італії відразу став гравцем основного складу своєї нової команди і був важливою фігурою у нападі «Наполі». Проте справжній прорив зміг здійснити лише у своєму четвертому сезоні виступів за цю команду, коли перед початком сезону 2016/17 «Наполі» залишив його головний бомбардир Гонсало Ігуаїн, який за 90 мільйонів євро перейшов до «Ювентуса», а придбаний на його заміну в «Аякса» поляк Аркадіуш Мілік травмувався. За такої ситуації наставник команди Мауріціо Саррі зробив ставку в атаці саме на Мертенса і не прогодав — бельгієць у 35 матчах чемпіонату відзначився 28 голами, лише одним влучним ударом поступившись найкращому бомбардиру чемпіонату Едіну Джеко з «Роми».
Загалом за неаполітанців відіграв дев'ять сезонів, взявши за цей час участь у майже 400 іграх різних турнірів, в яких забив майже 150 голів. Влітку 2022 року 35-річний атакувальний гравець знайшов варіант продовження кар'єри в Туреччині, уклавши контракт із «Галатасараєм».

## Виступи за збірну
У 2011 році дебютував в офіційних матчах у складі національної збірної Бельгії. Відразу після дебюту почав регулярно викликатися до національної команди.
У її складі був учасником чемпіонаті світу 2014 року і Євро-2016, на обох турнірах виходив на поле в усіх матчах бельгійців, які в обох випадках припинили боротьбу на стадії чвертьфіналів, проте забитими голами не відзначався.
2018 року поїхав на свою другу світову першість — тогорічний чемпіонат світу в Росії, також як гравець основного складу. Забив свій перший гол за збірну у фінальних частинах великих міжнародних турнірів у першій грі групового етапу проти Панами, видкривши рахунок на початку другого тайму і поклавши початок розгрому дебютантів світових футбольних форумів з рахунком 3:0. Загалом на турнірі взяв участь у шести із семи ігор своєї команди і допоміг їй здобути бронзові нагороди світової першості.
За три роки, у 2021, був учасником своєї другої континентальної першості, відкладеного на рік Євро-2020.
| Дата       | Місто            | Господарі            | Результат  | Гості                | Турнір                               | Голи | Примітки  |
| ---------- | ---------------- | -------------------- | ---------- | -------------------- | ------------------------------------ | ---- | --------- |
| 9-2-2011   | Гент             | Бельгія              | 1 – 1      | Фінляндія            | товариський матч                     | -    | 59'       |
| 3-6-2011   | Брюссель         | Бельгія              | 1 – 1      | Туреччина            | Відбір до ЧЄ 2012                    | -    | 60'       |
| 10-8-2011  | Целє (місто)     | Словенія             | 0 – 0      | Бельгія              | товариський матч                     | -    |           |
| 2-9-2011   | Баку             | Азербайджан          | 1 – 1      | Бельгія              | Відбір до ЧЄ 2012                    | -    |           |
| 6-9-2011   | Брюссель         | Бельгія              | 1 – 0      | США                  | товариський матч                     | -    |           |
| 7-10-2011  | Брюссель         | Бельгія              | 4 – 1      | Казахстан            | Відбір до ЧЄ 2012                    | -    |           |
| 11-10-2011 | Дюссельдорф      | Німеччина            | 3 – 1      | Бельгія              | Відбір до ЧЄ 2012                    | -    | 65'       |
| 11-11-2011 | Льєж             | Бельгія              | 2 – 1      | Румунія              | товариський матч                     | -    | 79'       |
| 25-5-2012  | Брюссель         | Бельгія              | 2 – 2      | Чорногорія           | товариський матч                     | -    | 72'       |
| 2-6-2012   | Лондон           | Англія               | 1 – 0      | Бельгія              | товариський матч                     | -    | 17' 72'   |
| 15-8-2012  | Брюссель         | Бельгія              | 4 – 2      | Нідерланди           | товариський матч                     | 1    | 67'       |
| 7-9-2012   | Кардіфф          | Уельс                | 0 – 2      | Бельгія              | Відбір до ЧС 2014                    | -    |           |
| 11-9-2012  | Брюссель         | Бельгія              | 1 – 1      | Хорватія             | Відбір до ЧС 2014                    | -    | 81'       |
| 12-10-2012 | Белград          | Сербія               | 0 – 3      | Бельгія              | Відбір до ЧС 2014                    | -    | 55'       |
| 16-10-2012 | Брюссель         | Бельгія              | 2 – 0      | Шотландія            | Відбір до ЧС 2014                    | -    | 56'       |
| 14-11-2012 | Бухарест         | Румунія              | 2 – 1      | Бельгія              | товариський матч                     | -    | 61'       |
| 6-2-2013   | Брюгге           | Бельгія              | 2 – 1      | Словаччина           | товариський матч                     | 1    | 62' 90+1' |
| 26-3-2013  | Брюссель         | Бельгія              | 1 – 0      | Північна Македонія   | Відбір до ЧС 2014                    | -    | 46'       |
| 29-5-2013  | Клівленд         | США                  | 2 – 4      | Бельгія              | товариський матч                     | -    | 68'       |
| 14-8-2013  | Брюссель         | Бельгія              | 0 – 0      | Франція              | товариський матч                     | -    | 74'       |
| 14-11-2013 | Брюссель         | Бельгія              | 0 – 2      | Колумбія             | товариський матч                     | -    | 66'       |
| 19-11-2013 | Брюссель         | Бельгія              | 2 – 3      | Японія               | товариський матч                     | -    | 62'       |
| 5-3-2014   | Брюссель         | Бельгія              | 2 – 2      | Кот-д'Івуар          | товариський матч                     | -    |           |
| 1-6-2014   | Стокгольм        | Швеція               | 0 – 2      | Бельгія              | товариський матч                     | -    | 68'       |
| 7-6-2014   | Брюссель         | Бельгія              | 1 – 0      | Туніс                | товариський матч                     | 1    | 46' 90+1' |
| 17-6-2014  | Белу-Оризонті    | Бельгія              | 2 – 1      | Алжир                | ЧС 2014 - 1-й етап                   | 1    | 46'       |
| 22-6-2014  | Ріо-де-Жанейро   | Бельгія              | 1 – 0      | Росія                | ЧС 2014 - 1-й етап                   | -    | 75'       |
| 26-6-2014  | Сан-Паулу        | Південна Корея       | 0 – 1      | Бельгія              | ЧС 2014 - 1-й етап                   | -    | 60'       |
| 1-7-2014   | Сальвадор        | Бельгія              | 2 – 1 д.ч. | США                  | ЧС 2014 - 1/8 фіналу                 | -    | 60'       |
| 5-7-2014   | Бразиліа         | Аргентина            | 1 – 0      | Бельгія              | ЧС 2014 - чвертьфінал                | -    | 60'       |
| 4-9-2014   | Льєж             | Бельгія              | 2 – 0      | Австралія            | товариський матч                     | 1    | 63'       |
| 10-10-2014 | Брюссель         | Бельгія              | 6 – 0      | Андорра              | Відбір до ЧЄ 2016                    | 2    |           |
| 13-10-2014 | Зениця           | Боснія і Герцеговина | 1 – 1      | Бельгія              | Відбір до ЧЄ 2016                    | -    | 57'       |
| 12-11-2014 | Брюссель         | Бельгія              | 3 – 1      | Ісландія             | товариський матч                     | -    | 63'       |
| 16-11-2014 | Брюссель         | Бельгія              | 0 – 0      | Уельс                | Відбір до ЧЄ 2016                    | -    | 73' 89'   |
| 28-3-2015  | Брюссель         | Бельгія              | 5 – 0      | Кіпр                 | Відбір до ЧЄ 2016                    | -    | 69'       |
| 7-6-2015   | Париж            | Франція              | 3 – 4      | Бельгія              | товариський матч                     | -    | 59'       |
| 12-6-2015  | Кардіфф          | Уельс                | 1 – 0      | Бельгія              | Відбір до ЧЄ 2016                    | -    | 46'       |
| 3-9-2015   | Брюссель         | Бельгія              | 3 – 1      | Боснія і Герцеговина | Відбір до ЧЄ 2016                    | -    | 89'       |
| 6-9-2015   | Нікосія          | Кіпр                 | 0 – 1      | Бельгія              | Відбір до ЧЄ 2016                    | -    | 64'       |
| 10-10-2015 | Андорра-ла-Велья | Андорра              | 1 – 4      | Бельгія              | Відбір до ЧЄ 2016                    | -    | 72'       |
| 13-10-2015 | Брюссель         | Бельгія              | 3 – 1      | Ізраїль              | Відбір до ЧЄ 2016                    | 1    |           |
| 29-3-2016  | Лейрія           | Португалія           | 2 – 1      | Бельгія              | товариський матч                     | -    | 67'       |
| 28-5-2016  | Женева           | Швейцарія            | 1 – 2      | Бельгія              | товариський матч                     | -    | 67'       |
| 1-6-2016   | Брюссель         | Бельгія              | 1 – 1      | Фінляндія            | товариський матч                     | -    | 58'       |
| 5-6-2016   | Брюссель         | Бельгія              | 3 – 2      | Норвегія             | товариський матч                     | -    | 80'       |
| 13-6-2016  | Ліон             | Бельгія              | 0 – 2      | Італія               | ЧЄ 2016 - 1-й етап                   | -    | 62'       |
| 18-6-2016  | Бордо            | Бельгія              | 3 – 0      | Ірландія             | ЧЄ 2016 - 1-й етап                   | -    | 64'       |
| 22-6-2016  | Ніцца            | Швеція               | 0 – 1      | Бельгія              | ЧЄ 2016 - 1-й етап                   | -    | 71'       |
| 26-6-2016  | Тулуза           | Угорщина             | 0 – 4      | Бельгія              | ЧЄ 2016 - 1/8 фіналу                 | -    | 70'       |
| 1-7-2016   | Лілль            | Уельс                | 3 – 1      | Бельгія              | ЧЄ 2016 - чвертьфінал                | -    | 75'       |
| 7-10-2016  | Брюссель         | Бельгія              | 4 – 0      | Боснія і Герцеговина | Відбір до ЧС 2018                    | -    |           |
| 10-10-2016 | Фару             | Гібралтар            | 0 – 6      | Бельгія              | Відбір до ЧС 2018                    | 1    | 64'       |
| 9-11-2016  | Амстердам        | Нідерланди           | 1 – 1      | Бельгія              | товариський матч                     | -    | 64'       |
| 13-11-2016 | Брюссель         | Бельгія              | 8 – 1      | Естонія              | Відбір до ЧС 2018                    | 2    | 79'       |
| 25-3-2017  | Брюссель         | Бельгія              | 1 – 1      | Греція               | Відбір до ЧС 2018                    | -    | 60'       |
| 28-3-2017  | Сочі             | Росія                | 3 – 3      | Бельгія              | товариський матч                     | -    | 66'       |
| 5-6-2017   | Брюссель         | Бельгія              | 2 – 1      | Чехія                | товариський матч                     | -    | 46'       |
| 9-6-2017   | Таллінн          | Естонія              | 0 – 2      | Бельгія              | Відбір до ЧС 2018                    | 1    | 81'       |
| 31-8-2017  | Льєж             | Бельгія              | 9 – 0      | Гібралтар            | Відбір до ЧС 2018                    | 1    | 46'       |
| 3-9-2017   | Пірей            | Греція               | 1 – 2      | Бельгія              | Відбір до ЧС 2018                    | -    |           |
| 7-10-2017  | Сараєво          | Боснія і Герцеговина | 3 – 4      | Бельгія              | Відбір до ЧС 2018                    | -    | 46'       |
| 10-10-2017 | Брюссель         | Бельгія              | 4 – 0      | Кіпр                 | Відбір до ЧС 2018                    | -    | 56'       |
| 10-11-2017 | Брюссель         | Бельгія              | 3 – 3      | Мексика              | товариський матч                     | -    | 46'       |
| 14-11-2017 | Брюгге           | Бельгія              | 1 – 0      | Японія               | товариський матч                     | -    | 60'       |
| 27-3-2018  | Брюссель         | Бельгія              | 4 – 0      | Саудівська Аравія    | товариський матч                     | -    | 59'       |
| 2-6-2018   | Брюссель         | Бельгія              | 0 – 0      | Португалія           | товариський матч                     | -    | 46'       |
| 6-6-2018   | Брюссель         | Бельгія              | 3 – 0      | Єгипет               | товариський матч                     | -    | 46'       |
| 11-6-2018  | Брюссель         | Бельгія              | 4 – 1      | Коста-Рика           | товариський матч                     | 1    | 52'       |
| 18-6-2018  | Сочі             | Бельгія              | 3 – 0      | Панама               | ЧС 2018 - 1-й етап                   | 1    | 83'       |
| 23-6-2018  | Москва           | Бельгія              | 5 – 2      | Туніс                | ЧС 2018 - 1-й етап                   | -    | 86'       |
| 28-6-2018  | Калінінград      | Англія               | 0 – 1      | Бельгія              | ЧС 2018 - 1-й етап                   | -    | 86'       |
| 2-7-2018   | Ростов-на-Дону   | Бельгія              | 3 – 2      | Японія               | ЧС 2018 - 1/8 фіналу                 | -    | 65'       |
| 10-7-2018  | Санкт-Петербург  | Франція              | 1 – 0      | Бельгія              | ЧС 2018 - півфінал                   | -    | 60'       |
| 14-7-2018  | Санкт-Петербург  | Бельгія              | 2 – 0      | Англія               | ЧС 2018 - матч за 3-тє місце         | -    | 61'       |
| 7-9-2018   | Глазго           | Шотландія            | 0 – 4      | Бельгія              | товариський матч                     | -    | 46'       |
| 11-9-2018  | Рейк'явік        | Ісландія             | 0 – 3      | Бельгія              | Ліга націй УЄФА 2018-2019 - 1-й етап | -    |           |
| 12-10-2018 | Брюссель         | Бельгія              | 2 – 1      | Швейцарія            | Ліга націй УЄФА 2018-2019 - 1-й етап | -    | 90+2'     |
| 16-10-2018 | Брюссель         | Бельгія              | 1 – 1      | Нідерланди           | товариський матч                     | 1    | 46'       |
| 15-11-2018 | Брюссель         | Бельгія              | 2 – 0      | Ісландія             | Ліга націй УЄФА 2018-2019 - 1-й етап | -    | 75'       |
| 18-11-2018 | Люцерн           | Швейцарія            | 5 – 2      | Бельгія              | Ліга націй УЄФА 2018-2019 - 1-й етап | -    |           |
| 21-3-2019  | Брюссель         | Бельгія              | 3 – 1      | Росія                | Відбір до ЧЄ 2020                    | -    | 89'       |
| 24-3-2019  | Нікосія          | Кіпр                 | 0 – 2      | Бельгія              | Відбір до ЧЄ 2020                    | -    | 57'       |
| 8–6-2019   | Брюссель         | Бельгія              | 3 – 0      | Казахстан            | Відбір до ЧЄ 2020                    | 1    |           |
| 11-6-2019  | Брюссель         | Бельгія              | 3 – 0      | Шотландія            | Відбір до ЧЄ 2020                    | -    | 78'       |
| 6-9-2019   | Серравалле       | Сан-Марино           | 0 – 4      | Бельгія              | Відбір до ЧЄ 2020                    | 1    | 55'       |
| 9-9-2019   | Глазго           | Шотландія            | 0 – 4      | Бельгія              | Відбір до ЧЄ 2020                    | -    |           |
| 10-10-2019 | Брюссель         | Бельгія              | 9 – 0      | Сан-Марино           | Відбір до ЧЄ 2020                    | -    | 51' 63'   |
| 13-10-2019 | Астана           | Казахстан            | 0 – 2      | Бельгія              | Відбір до ЧЄ 2020                    | -    | 78'       |
| 16-11-2019 | Санкт-Петербург  | Росія                | 1 – 4      | Бельгія              | Відбір до ЧЄ 2020                    | -    | 52'       |
| 5-9-2020   | Копенгаген       | Данія                | 0 – 2      | Бельгія              | Ліга націй УЄФА 2020-2021 - 1-й етап | 1    | 80'       |
| 8-9-2020   | Брюссель         | Бельгія              | 5 – 1      | Ісландія             | Ліга націй УЄФА 2020-2021 - 1-й етап | 1    |           |
| 15-11-2020 | Левен            | Бельгія              | 2 – 0      | Англія               | Ліга націй УЄФА 2020-2021 - 1-й етап | 1    | 83'       |
| 18-11-2020 | Левен            | Бельгія              | 4 – 2      | Данія                | Ліга націй УЄФА 2020-2021 - 1-й етап | -    | 50'       |
| 24-3-2021  | Левен            | Бельгія              | 3 – 1      | Уельс                | Відбір до ЧС 2022                    | -    | 90+3'     |
| 27-3-2021  | Прага            | Чехія                | 1 – 1      | Бельгія              | Відбір до ЧС 2022                    | -    | 56'       |
| 3-6-2021   | Брюссель         | Бельгія              | 1 – 1      | Греція               | товариський матч                     | -    | 46'       |
| 6-6-2021   | Брюссель         | Бельгія              | 1 – 0      | Хорватія             | товариський матч                     | -    | 68'       |
| 12-6-2021  | Санкт-Петербург  | Бельгія              | 3 – 0      | Росія                | ЧЄ 2020 - 1-й етап                   | -    | 72'       |
| 17-6-2021  | Копенгаген       | Данія                | 1 – 2      | Бельгія              | ЧЄ 2020 - 1-й етап                   | -    | 46'       |
| 27-6-2021  | Севілья          | Бельгія              | 1 – 0      | Португалія           | ЧЄ 2020 - 1/8 фіналу                 | -    | 48'       |
| 2-7-2021   | Мюнхен           | Бельгія              | 1 – 2      | Італія               | ЧЄ 2020 - чвертьфінал                | -    | 69'       |
| 13-11-2021 | Брюссель         | Бельгія              | 3 – 1      | Естонія              | Відбір до ЧС 2022                    | -    | 71'       |
| 3-6-2022   | Брюссель         | Бельгія              | 1 – 4      | Нідерланди           | Ліга націй УЄФА 2022-2023 - 1-й етап | -    | 46' 47'   |
| 14-6-2022  | Варшава          | Польща               | 0 – 1      | Бельгія              | Ліга націй УЄФА 2022-2023 - 1-й етап | -    | 80'       |
| 22-9-2022  | Брюссель         | Бельгія              | 2 – 1      | Уельс                | Ліга націй УЄФА 2022-2023 - 1-й етап | -    | 65'       |
| 18-11-2022 | Ель-Кувейт       | Бельгія              | 1 – 2      | Єгипет               | товариський матч                     | -    | 46'       |
| 27-11-2022 | Доха             | Бельгія              | 0 – 2      | Марокко              | ЧС 2022 - 1-й етап                   | -    | 61'       |
| 1-12-2022  | Ер-Раян          | Хорватія             | 0 – 0      | Бельгія              | ЧС 2022 - 1-й етап                   | -    | 46'       |
| Усього     |                  | Матчів (6 місце)     | 109        |                      | Голів                                | 21   |           |

## Титули і досягнення
«ПСВ Ейндговен»
- Володар Кубка Нідерландів: 2011-12
- Володар Суперкубка Нідерландів: 2012

«Наполі»
- Володар Кубка Італії: 2013-14, 2019-20
- Володар Суперкубка Італії: 2014.

«Галатасарай»
- Чемпіон Туреччини: 2022-23, 2023-24, 2024-25
- Володар Суперкубка Туреччини: 2023
- Володар Кубка Туреччини: 2024-25

Бельгія
- Бронзовий призер чемпіонату світу: 2018